# Deivydas Matulevičius
Deivydas Matulevičius (ur. 8 kwietnia 1989 w Olicie) – litewski piłkarz występujący na pozycji napastnika, reprezentant Litwy w latach 2012–2019.

## Kariera klubowa
W A lydze – w barwach Interas-AE Wisaginia oraz FC Vilnius – rozegrał łącznie 46 spotkań i strzelił 20 bramek. Następnie przeszedł do Odry Wodzisław Śląski w której zadebiutował w Ekstraklasie. W klubie z Wodzisławia Śląskiego rozegrał 17 spotkań i strzelił 2 bramki. Po spadku Odry z Ekstraklasy został zawodnikiem FK Žalgiris Wilno. 16 lutego 2012 podpisał półroczny kontrakt z Cracovią. W zespole rozegrał siedem meczów, a po sezonie odszedł do rumuńskiego Pandurii Târgu Jiu. W 2015 został zawodnikiem kazachskiego klubu Toboł Kustanaj. Następnie grał kolejno w: FC Botoșani, Royal Excel Mouscron, Hibernian FC, a w 2018 trafił do Kuopion Palloseura.

## Kariera reprezentacyjna
W latach 2012–2019 zanotował 40 występów w reprezentacji Litwy.

## Sukcesy
- król strzelców A lygi: 2011 (19 goli)